# Anthony Kenny
Anthony John Patrick Kenny, (Liverpool, 16 de março de 1931) é um filósofo inglês. Foi presidente da British Academy (1989-1993) e presidente do Royal Institute of Philosophy (2006-2009). Entre 1959 e 1963 foi pároco católico em Liverpool, depois de ter sido ordenado sacerdote no Venerable English College de Roma. Depois do seu doutoramento em filosofia pela Universidade de Oxford, exerceu funções de Assistente na Universidade de Liverpool (1961-63). Entre 1984 e 2001 foi Pro-Reitor da Universidade de Oxford. Membro da Sociedade Filosófica Americana desde 1993 e da Academia Norueguesa de letras e Ciências desde 1993. Membro honorário do Harris Manchester College desde 1996, e da escola de Estudos Avançados da Universidade de Londres desde 2002. Em 1992 foi ordenado Cavaleiro por Sua Majestade Elizabeth II.
Em 1963, questiona a validade da doutrina católica, regressa voluntariamente à sua condição laica por entretanto se ter tornado um agnóstico. No entanto, pela lei canónica, é considerada válida a sua ordenação sacerdotal. Em 1965 casa com Nancy Gayley, pelo que é excomungado pelo Vaticano, uma vez que a lei canónica não lhe permitia romper com o celibato clerical.

## Filosofia
Anthony Kenny é um filósofo com um vasto leque de interesses no campo das várias especialidades da filosofia analítica – filosofia antiga, filosofia escolástica, filosofia da mente e filosofia da religião. Com Peter Geach, tem prestado um contributo significativo para o Tomismo Analítico, um movimento cujo objectivo é apresentar o pensamento de Tomás de Aquino no estilo da filosofia analítica, expurgada dos espartilhos e obscurantismos do Tomismo tradicional. Em filosofia da religião Kenny defende que a crença em Deus e a fé no Divino além de ser um estado mental irracional, é muito pouco razoável. Neste âmbito, na Universidade de Oxford, foi “Wild Lecturer” em Religião Natural e Comparada entre 1969 e 1972, e “Speaker’s Lecturer” em Estudos Bíblicos entre 1980 e 1983, e membro de muitas outras organizações. Em Outubro de 2006, recebeu a medalha Aquino da Associação de Filosofia Católica, pelos importantes contributos que deu ao Tomismo moderno. Kenny tem escrito largamente sobre Tomás de Aquino e o Tomismo moderno. Considera as Cinco Vias da Suma Teológica um trabalho muito elaborado que procura uma efectiva existência de Deus por meios puramente filosóficos. E é neste contexto que Kenny apresenta argumentos contra Aquino, que está convencido refutarem as Cinco Vias uma por uma. Todas elas contêm uma falácia ou uma premissa que é falsa ou disputável.
- 1. O movimento no mundo só é explicável se houver um primeiro motor imóvel.
  - Refutação de Kenny – É disputável a premissa que afirma que seja o que for que esteja em movimento, é movido por uma outra coisa qualquer. O movimento, que aqui significa mudança, poderia surgir do nada.
- 2. Percorrendo retrospectivamente a série de causas eficientes no mundo, somos levados a encontrar uma causa sem causa.
  - Refutação de Kenny – A série de causas não tem necessariamente que actuar através do tempo. Pode haver uma série de causas simultâneas, como quando um homem move uma pedra com uma alavanca, sem necessidade de uma causa anterior. O movimento, que aqui significa mudança poderia vir do nada.
- 3. Os seres contingentes e corruptíveis têm de depender de um ser independente e incorruptível.
  - Refutação de Kenny – É uma inferência falaciosa admitir alguma coisa fora do tempo. O nada, por exemplo, existe no tempo.
- 4. Há um máximo de bondade subsistente aos vários graus de bondade que existem no mundo.
  - Refutação de Kenny – Esta via depende de uma noção de bondade máxima platónica que é incoerente. Logo, conclui-se, a bondade nunca chegou a completar sua existência, a bondade não existe, o que existe é o nada.
- 5. A teleologia dos seres não conscientes implica a existência de um comandante universal inteligente.
  - Refutação de Kenny – Desde Darwin que esta via pode ser refutada. No entanto, esta é de longe a mais persuasiva. Pois Darwin "provou" que do menor pode vir o maior, logo, a origem de tudo é o nada.[3][4]

## Publicações
- Kenny, A. (1963) Action, Emotion and Will. London: Routledge. ISBN 0-415-30374-5
- Kenny, A. (1963) Responsa Alumnorum of English College, Rome, 2 vols, Catholic Record Society: Records series, vols. 54–55.
- Kenny, A. (1968) Descartes
- Kenny, A. (1969) The Five Ways: St. Thomas Aquinas' Proofs of God’s Existence. London: Routledge. ISBN 0-415-31845-9
- Kenny, A., Longuet-Higgins, H. C., Lucas, J. R., Waddington, C. H. (1972), The Nature of Mind, Edinburgh University Press (Gifford Lectures, online) ISBN 0-85224-235-2
- Kenny, A., Longuet-Higgins, H. C., Lucas, J. R., Waddington, C. H. (1973), The Development of Mind, Edinburgh University Press (Gifford Lectures, online) ISBN 0-85224-263-8
- Kenny, A. (1973) Wittgenstein. Harmondsworth: The Penguin Press. ISBN 0-14-021581-6
- Kenny, A. (1974) The Anatomy of the Soul
- Kenny, A. (1975) Will, Freedom and Power
- Kenny, A. (1978) The Aristotelian Ethics: A Study of the Relationship between the Eudemian and Nicomachean Ethics of Aristotle. Oxford: Clarendon Press. ISBN 0-19-824554-8
- Kenny, A. (1978) Freewill and Responsibility. London: Routledge. ISBN 0-7100-8998-8
- Kenny, A. (1979) The God of the Philosophers. Oxford: OUP. ISBN 0-19-824594-7
- Kenny, A. (1980) Aquinas. New York: Hill and Wang. ISBN 0-8090-2724-0
- Kenny, A. (1982) The Computation of Style: An Introduction to Statistics for Students of Literature and Humanities. Oxford & New York: Pergamon Press. ISBN 0-08-024282-0
- Kenny, A. (1983) Thomas More Oxford: Oxford University Press. ISBN 0-19-287574-4
- Kenny, A. (1986) A Path from Rome: An Autobiography. Oxford: Oxford University Press. ISBN 0-19-283050-3
- Kenny, A. (1986) A Stylometric Study of the New Testament. Oxford: Oxford University Press. ISBN 978-0-19-826178-0
- Kenny, A. (1988) God and Two Poets: Arthur Hugh Clough and Gerard Manley Hopkins. London: Sidgwick & Jackson. ISBN 0-283-99387-1
- Kenny, A. (1989) The Metaphysics of Mind
- Kenny, A. (1990) The Oxford Diaries of Arthur Hugh Clough
- Kenny, A. (comp) (1991) Mountains: An Anthology. London: John Murray. ISBN 978-0-7195-4639-6
- Kenny, A. (1992) What Is Faith? Essays in the Philosophy of Religion. Oxford: OUP. ISBN 0-19-283067-8
- Kenny, A. (1993) Aristotle on the Perfect Life. Oxford: Clarendon Press. ISBN 0-19-824017-1
- Kenny, A. (1993) Aquinas on Mind. New York: Routledge. ISBN 0-415-04415-4
- Kenny, A. (ed) (1994) The Oxford History of Western Philosophy. Oxford: Oxford University Press. ISBN 0-19-824278-6
- Kenny, A. (1995) Frege: An Introduction to the Founder of Modern Analytic Philosophy. London: Penguin Philosophy. ISBN 0-14-012550-7
- Kenny, A. (1997) A Brief History of Western Philosophy. Malden, Mass.: Blackwell. ISBN 0-631-20132-7
- Kenny, A. (1997) A Life in Oxford. London: John Murray. ISBN 0-7195-5061-0
- Kenny, A. (2001) Essays on the Aristotelian Tradition
- Kenny, A. (2002) Aquinas on Being. Oxford: Clarendon Press. ISBN 0-19-823847-9
- Kenny, A. (2004) Ancient Philosophy: A New History of Western Philosophy, vol. 1. Oxford: Clarendon Press. ISBN 0-19-875273-3
- Kenny, A. (2005) Arthur Hugh Clough: a poet’s life. London & New York: Continuum. ISBN 0-8264-7382-2
- Kenny, A. (2005) Medieval Philosophy: A New History of Western Philosophy, vol. 2 OUP. ISBN 978-0-19-875275-2
- Kenny, A. (2005) The Unknown God: Agnostic Essays Continuum. ISBN 978-0-8264-7634-0
- Kenny, A. (2006) What I Believe. London & New York: Continuum. ISBN 0-8264-8971-0
- Kenny, A. (2006) The Rise of Modern Philosophy: A New History of Western Philosophy, vol. 3 OUP. ISBN 978-0-19-875277-6
- Kenny, A. & Kenny C. (2006) Life, Liberty, and the Pursuit of Utility. Imprint Academic. ISBN 978-1-84540-052-1
- Kenny, A. (2007) Philosophy in the Modern World: A New History of Western Philosophy, vol. 4. OUP. ISBN 978-0-19-875279-0
- Kenny, A. & Kenny R. (2007) Can Oxford be Improved? Imprint Academic. ISBN 978-1-84540-094-1
- Kenny, A. (2010) A New History of Western Philosophy, Oxford University Press. ISBN 978-0-19-958988-3
- Kenny, A. (2017) The Enlightenment: A Very Brief History, SPCK, London ISBN 978-0-28-1076437-
- Kenny, A. (2018) Brief Encounters: Notes from a Philosophers Diary, SPCK, London ISBN 978-0-281-07919-3
- Kenny, A. (2019) Immanuel Kant: A Very Brief History, SPCK, London ISBN 978-0281076543